# Rodney, Iowa
Rodney là một thành phố thuộc quận Monona, tiểu bang Iowa, Hoa Kỳ. Năm 2010, dân số của thành phố này là 60 người.

## Dân số
Dân số qua các năm:
- Năm 2000: 74 người.
- Năm 2010: 60 người.